# Lily Allen and Friends
Lily Allen and Friends (Lily Allen và những người bạn) là tên gọi chương trình talk show của nước Anh với người dẫn chương trình là Lily Allen. Chương trình được sản xuất bởi Princess Productions và được phát sóng trên BBC Three. Chương trình lên sóng lần đầu ngày 12 tháng 2 năm 2008. Khán giả tham dự chương trình là những người bạn trên trang Myspace của Allen, đăng ký qua website của chương trình. Khách mời bao gồm những người nổi tiếng, các ban nhạc đạt thành công trên các bảng xếp hạng và một số ít những nhân vật không nổi tiếng khác được chọn bởi khán giả.

## Thông tin
Lily Allen and Friends là chương trình đầu tiên của Allen với vai trò một người dẫn chương trình. Lily đã bộc lộ sự lo lắng của mình khi ký hợp đồng với hãng BBC về việc thực hiện chương trình này: "Tôi rất hứng thú nhưng cũng không kém phần lo lắng. Tôi có nhiều ý tưởng nhưng không hiểu mình có đủ sức thực hiện không".

## Đón nhận
Trong khi quay tập đầu tiên, một số khán giả, được chọn từ danh sách những người bạn trực tuyến của Allen, đã bỏ ra ngoài trước khi chương trình kết thúc. Một số tạp chí cho rằng nguyên nhân là do chương trình nhàm chán, thiếu tính hài hước, không khí trường quay buồn tẻ. Đến cuối chương trình chỉ còn lại hơn một nửa số khán giả. Tuy nhiên, sau đó Allen giải thích rằng đó là do chương trình diễn ra muộn và kéo dài hơn dự kiến, nên một số khán giả phải rời trường quay để bắt tàu về nhà.
Lily Allen cũng từng bị chỉ trích vì các sự cố khác đã xảy ra tại chương trình này.

## Danh sách các tập
| TT | Ngày phát sóng      | Khách mời                                                      | Nghệ sĩ khách mời/ Bài hát thể hiện            | Người hùng YouTube         | Ban nhạc Myspace     |
| -- | ------------------- | -------------------------------------------------------------- | ---------------------------------------------- | -------------------------- | -------------------- |
| —  | Tháng 1 năm 2008    | Alan Davies, Alex James                                        | Alphabeat                                      | —                          | —                    |
| 1  | 12 tháng 2 năm 2008 | Cuba Gooding, Jr., David Mitchell                              | Reverend and the Makers ("The State of Thing") | Tay Zonday                 | The Metros           |
| 2  | 19 tháng 2 năm 2008 | Martin Freeman, Lee Mack                                       | Adele ("Chasing Pavements")                    | The Syncsta Boys           | Kids In Glass Houses |
| 3  | 26 tháng 2 năm 2008 | Ben Miller, Lacey Turner                                       | Mark Ronson ("Just")                           | Britney Houston            | Yelle                |
| 4  | 4 tháng 3 năm 2008  | Annie Mac, Louis Walsh, Claudia Winkleman                      | The Charlatans ("Oh! Vanity")                  | Greg Pattillo              | The Whip             |
| 5  | 11 tháng 3 năm 2008 | James Corden, Joe Dempsie, Mitch Hewer                         | Róisín Murphy ("You Know Me Better")           | John and Michelle Brubaker | Look See Proof       |
| 6  | 18 tháng 3 năm 2008 | Phill Jupitus, Jermain Defoe, Roxanne McKee, Jennifer Metcalfe | Guillemots ("Get Over It")                     | Breakdancing Baby          | Malakai              |
| 7  | 25 tháng 3 năm 2008 | Lauren Laverne, Joanna Page, Patrick McGuinness                | The Futureheads ("The Beginning of the Twist") | BeardyMan                  | Underground Heroes   |
| 8  | 1 tháng 4 năm 2008  | Robert Webb, Alesha Dixon, Danny Dyer                          | One Night Only ("It's About Time")             | Samwell                    | Metronomy            |